# 特拉揚鄉 (布勒伊拉縣)
45°12′N 27°44′E / 45.200°N 27.733°E
特拉揚鄉（羅馬尼亞語：Comuna Traian, Brăila），是羅馬尼亞的鄉份，位於該國東南部，由布勒伊拉縣負責管轄，面積164平方公里，海拔高度8米，2007年人口3,636，人口密度每平方公里22人。